# 每日一蘋果，醫生遠離我
「一天一蘋果，醫生遠離我」（英語：an apple a day keeps the doctor away），又譯作「每日一蘋果，醫生遠離我」，是一句提倡進食蘋果有益健康的諺語。

## 起源
最先記錄相關諺語的文獻見於1860年代的威爾士，原文為「Eat an apple on going to bed, and you'll keep the doctor from earning his bread」（睡前一蘋果，醫生賺不了麵包錢），而現在常見的「an apple a day keeps the doctor away」版本見於1922年的印刷品。

## 科學評估
2011年有研究指給過肥人士的正餐每日再額外多加一個金冠蘋果後，反而提升了他們體內壞膽固醇和三酸甘油酯的水平，金冠蘋果的高糖份和低苯酚被指是導致這個結果的元兇。
2011年的研究發現進食蘋果和梨有可能防範中風，2012年的研究發現蘋果能有效降低成年人的低密度脂蛋白（壞膽固醇）水平。2013年英國醫學期刊在聖誕節幽默號發表了一篇研究比較了兩群年過50歲人士，分別處方每日一蘋果或抗高血脂藥，發現兩者效果類同 。
2015年有調查比較了進食蘋果和求診次數後認為該諺語沒有事實根據，不過這份研究承認每日進食一蘋果的人相對地少用了處方藥。